# 彭誠
彭誠（1448年—？），字君實，江西饒州府鄱陽縣人，民籍，明朝政治人物。

## 生平
成化二十二年（1486年）丙午科江西鄉試第七十五名舉人。弘治三年（1490年）中式庚戌科會試第一百七十八名，三甲第七十四名進士。授南京禮科給事中，十三年三月升福建按察司佥事。

## 家族
曾祖彭元達；祖父彭程遠；父彭坤，鹽場大使。母劉氏。慈侍下。